# Chrysocharis maculipennis
Chrysocharis maculipennis is een vliesvleugelig insect uit de familie Eulophidae. De wetenschappelijke naam is voor het eerst geldig gepubliceerd in 1922 door Brèthes.